# Fin de siècle
 Fin de siècle é uma expressão em francês que significa "final do século". O termo às vezes engloba tanto o encerramento quanto o início de uma era, tendo sido considerado um período de degeneração, mas ao mesmo tempo um período de esperança para um novo começo.
"Fin de siècle" é mais comumente associado com artistas franceses, especialmente os simbolistas franceses e foi afetado pela característica de sensibilização cultural da França no final do século XIX. No entanto, a expressão também é usada para se referir a um movimento cultural a nível europeu. As ideias e preocupações do fin de siècle influenciaram as décadas seguintes e desempenharam um papel importante no nascimento do modernismo.